# Stevens Point (Wisconsin)
Stevens Point település az Amerikai Egyesült Államok Wisconsin államában, Portage megyében, melynek megyeszékhelye is. Lakosainak száma 25 666 fő (2020. április 1.).

## Népesség
A település népességének változása:

| 2010 | 26 717 |
| 2020 | 25 666 |